# Comalcalco
Comalcalco là một đô thị thuộc bang Tabasco, México. Năm 2005, dân số của đô thị này là 173773 người.